# Рондіссоне
Рондіссоне (італ. Rondissone, п'єм. Rondisson) — муніципалітет в Італії, у регіоні П'ємонт,  метрополійне місто Турин.
Рондіссоне розташоване на відстані близько 530 км на північний захід від Рима, 30 км на північний схід від Турина.
Населення — 1865 осіб (2014).

## Демографія
Населення за роками:

Станом на 1 січня 2023 року в муніципалітеті офіційно проживало 105 іноземців з 17 країн, серед них 67 громадян країн Євросоюзу.

## Сусідні муніципалітети
- Ківассо
- Чильяно
- Мацце
- Салуджа
- Торрацца-П'ємонте
- Вероленго